# Starla i les amazones de les joies
Starla i les amazones de les joies (títol original: Princess Gwenevere and the Jewel Riders) és una sèrie de televisió d'animació (any de producció 1995, país origen Estats Units, una producció de BKN International AG). Aquesta sèrie consta de 26 capítols de 24 minuts de durada (cada episodi presenta aventures per a nens i nenes de 4 a 10 anys).

## Argument
La sèrie narra les aventures de Starla, una princesa, que està encarregada de defensar el regne màgic d'Avalon (els joves i els animals tenen una relació molt especial i fan servir les joies encantades per viatjar per la màgia) de depravado Princesa Caluixa, que utilitza els seus poders amb el propòsit de regnar en aquest univers.
Esdevindrà la cap de les Amazones (Starla, Fallon i Tàmara), que tenen la missió de recuperar i protegir les Joies Encantades d'en Merlí, les pedres màgiques que duen les regnes del reialme d'Avalon. Starla i les seves dues amigues Fallon i Tàmara tenen una relació especial amb determinats animals que les ajuden a recuperar unes Joies Encantades.

## Personatges
- Starla: Princesa d'Avalon, filla de la reina Anya i del Rei Jared. Starla és la propietària de la Joia del Sol i un unicorn anomenat l'Estrella.
- Caluixa: Germana de la Reina Anya i tieta de l'Starla. Té intenció de fer-se seves les set Joies Encantades i convertir-la en reina d'Avalon. La propietària de la Joia Negra i un drac anomenat Grim.
- Fallon: Propietària de la Joia de la Lluna.
- Tàmara: Propietària de la Joia del Cor.
- Morgana: Elf i bruixa malvada.

## Episodis
- (1-2) La recerca de la joia: Fent servir la Joia Negra, la Caluixa ha enviat en Merlí als reialmes ocults del món màgic. La Princesa Starla, per convertir-se en una Amazona de les Joies, haurà d'assistir a la Cerimònia del Cercle de l'Amistat.
- (3) El cim del mag: Mentre intentaven localitzar la Joia del Gel Ardent, l'Starla i en Drake s'han quedat atrapats en una muntanya molt antiga que s'anomena el Cim del Mag i hi han conegut un geni màgic. La Tàmara i els seus animalons són els únics que els poden rescatar, però la Caluixa no els ho posarà gens fàcil.
- (4) Els arbres transportadors no ballen: L'Starla i l'Estrella han descobert que els Arbres Transportadors, que serveixen per viatjar per la màgia, també s'han vist afectats per les malifetes de la Caluixa. Han quedat separades de les altres Amazones de les Joies i s'han desorientat - la màgia salvatge els ha fet una mala passada.
- (5) La cançó de l'arc iris: Tot tocant una arpa que li han regalat en una fira d'artesans, la Tamara ha quedat atrapada en un encanteri. La música la guia cap a la Cascada de l'Arc Iris, que és on ha retornat una de les Joies Encantades, precisament la Joia de l'Arc Iris - la maliciosa Caluixa, però, no li perd la pista.
- (6) Que qui plora el troll: Un troll que es dedica a proposar endevinalles ha convertit tots els nois de la Colla dels Llops en granotes. També ha trobat una Joia Encantada, la Joia de la Rosa Nebulosa i s'ha vist afectat per la màgia salvatge.
- (7) La princesa de les fades: Les amazones han conegut una fada que ha de tornar al País de les Fades per salvar els habitants del desgavell que hi està provocant la màgia salvatge. Les nostres heroïnes hauran d'anar fins al Gran Desert, on hauran de descobrir la Joia de l'Estrella del Desert.
- (8) Les terres ermes: L'Starla, la Fallon i la Tàmara tenen la missió d'escortar una caravana de comerciants que va fins al Castell del Bosc Verd - a la caravana, a més, hi van els pares de la Fallon. Per fer-ho han de travessar les temibles Terres Ermes, un lloc ple de perills que la malvada Caluixa no pensa desaprofitar.
- (9) Dolça llar de la Joia del Cor: La Tàmara ha d'anar a veure els seus pares a la granja d'animals per examinar una Guineu Prisma, una criatura màgica que han descobert no fa gaire. La Caluixa la segrestarà i farà servir les seves cançons màgiques per endur-se tots els altres animals de la granja.
- (10) Un amor fulminant: En Drake ha desclavat una espasa màgica d'un arbre en una fira d'artesans. L'espasa, que només va darrere de les joies encantades, ha promès a en Drake que, a partir d'ara, totes les noies s'enamoraran bojament d'ell.
- (11) Els camps dels somnis: L'Starla, que s'està avorrint molt en una festa, ha decidit anar-se'n als Camps dels Somnis, on resulta que hi ha una joia encantada. Allà, s'haurà d'enfrontar a la Caluixa, que també ha anat a buscar la joia, en una batalla de somnis.
- (12) La venjança de la Joia Negra: Mentre les Amazones de les Joies intenten localitzar l'última Joia Encantada per tornar la màgia a la Capsa d'en Merlí, la Caluixa ha aconseguit entrar al Palau de Cristall amb la intenció d'apoderar-se de totes les altres joies. Si ho aconsegueix, les heroïnes quedaran totalment indefenses.
- (13) Cercle tancat: Les Amazones de les Joies, per recarregar la màgia de les Joies Encantades, les hauran de tornar al Cercle de l'Amistat, l'indret més màgic d'Avalon. Després, hauran d'entrar en el món de la màgia salvatge per trobar en Merlí, una cosa molt perillosa - sobretot amb la poderós Caluixa al darrere.
- (14) Morgana: La bruixa Morgana ha fet tractes amb la Caluixa per poder tornar a fer servir la seva Pedra Negra. Ara, totes dues uniran les seves forces per lluitar contra les Amazones de les Joies, que acaben de descobrir que, amb les Joies del Bruixot, podrien tornar els poders a en Merlí i ajudar-lo a tornar a casa.
- (15) L'ombra: Fent servir un mapa que han trobat a la cabana d'en Merlí, les Amazones han entrat en el món de la màgia salvatge per localitzar les poderoses Jjoies del Bruixot. La Morgana ha parat una trampa a l'Starla i a la Fallon, però la Tàmara coneixerà l'Ombra, un unicorn màgic que l'ajudarà a salvar les seves amigues.
- (16) La febre de la moda: Avui és l'aniversari de la reina Anya i el rei Jared li vol comprar un vestit nou, però ha de ser una sorpresa. La missió secreta l'hi encomanarà a l'Starla i a l'Estrella - això ho aprofitarà la Caluixa que, amb un vestit màgic, farà caure la princesa en un encanteri.
- (17) El mag de la Gardènia: Un gnom dels jardins màgics de la Gardènia, ha fet creure a les Amazones que és un dels grans mags del passat d'Avalon. Els arbusts en forma d'animal els converteix en criatuers de cristall, però a les nostres amigues els té un secret amagat - les ajudarà a trobar la Joia Encantada abans que ho faci la Caluixa i la Morgana.
- (18) La vall dels unicorns: Els unicorns, els animas més màgics d'Avalon, estan en perill - la reina dels unicorns ha desaparegut i cal trobar-li un successor, que ha de ser un dels seus familiars. La Lluna, la filla de la reina, haurà d'anar a un indret màgic a passar tot de proves, però, és clar, haurà de deixar la Fallon.
- (19) El príncep del bosc: L'Starla, tot buscant espectres de fada al Bosc d'Arden, ha conegut l'Ian i se n'ha enamorat. L'Ian és un monstre que acaba de trobar una Joia Encantada que li ha permès transformar-se en un noi. Si l'hi explica a l'Starla, haurà de tornar la Joia, es tornarà a convertir en un monstre i la perdrà per sempre.
- (24) L'endevina: Les nostres amigues s'han trobat una endevina, acompanyada d'un gat molt misteriós, que els ha llegit el futur. Segons aquesta dona, ben aviat el Palau de Cristall desapareixerà i la Morgana serà la que governarà Avalon - l'Starla no se'n sap avenir, i no està disposada a permetre que el destí li jugui aquesta mala passada.
- (25) L'esperit d'Avalon: Les Amazones de les Joies hauran de viatjar fins al Cor d'Avalon per impedir que la profecia de la Joia de la Fortuna es faci realitat. Allà, l'Starla i l'Estrella arribaran a un llac màgic on es trobaran amb l'Esperit d'Avalon - els consells que rebrà la nostra heroïna seran crucials per vèncer la Caluixa i la Morgana.
- (26) La joia única: L'Starla i les altres Amazones de les Joies són al centre de la Màgia Salvatge per plantar cara a la cruel Morgana i decidir qui serà la que, a partir d'ara, dominarà la màgia d'Avalon. Aquest últim enfrontament serà el que determinarà el futur d'Avalon.